# Ultra Beatdown
Az Ultra Beatdown a DragonForce együttes 2008-ban megjelent negyedik stúdióalbuma. Először Japánban jelent meg augusztus 20-án a JVC, majd 26-án világszerte a Roadrunner Records és a Universal Music kiadóknál. Ez volt az első albumuk, amelyen Frédéric Leclercq játszott basszusgitárosként. 2008. július 4-én közzétették első kislemezre szánt számukat az együttes MySpace profilján, a Heroes of Our Time-ot, július 8-án pedig - ugyanígy a MySpace-en - publikálták az ehhez készült videóklipet. A dalt a 2009-es Grammy-díjkiosztón a "Best Metal Performance" kategóriában Grammy-díjra jelölték.
Az album megjelenéséig, a DragonForce legrövidebb száma (nem számítva az Invocation of Apocalyptic Evilt, a Valley of the Damned 14 másodperces intróját) a Dawn Over a New World (Sonic Firestorm) volt, amely 5 perc 13 másodperc volt. Ezt a címet átvette a különleges kiadás egyik száma, a Strike of the Ninja, amely 3:18-ig tart.
A The Last Journey Home videóklipje 2009. január 21. óta vásárolható meg az Xbox Live-on. Frédéric Leclercq állítása szerint egy koncert-DVD megjelenése várható valamikor 2009-2010-ben.

## Hangzás
Nem lesz alapjaiban más. De remélhetőleg a dallamok szebbek, a gitárszólók jobbak, az eredmény jobb lesz. Csak fejlődni próbálunk minden téren.
Nem lesz nagy változás, de azért mégis. Az utóbbi három albumunk nagyon gitár-orientált volt, és talán ez is az lesz, de megpróbálom színesíteni a vokállal.
A bandák mindig azt mondják, 'Az új albumunk gyorsabb és keményebb lesz,' és ez utána sohasem teljesül, szóval, ezt mi most nem fogjuk mondani. De a gyorsaság csak működik nekünk. Azoknak az embereknek, akik azt mondják, túl gyorsan játszunk, talán igazuk van, de vajon miért? Millió másik együttes van, akik lassan játszanak. Az emberek hallgatják a DragonForce-t és elmennek a koncertekre, mert tudják, hogy olyasvalamit csinálunk, amit a többi banda nem.

## Az album dalai
1. Heroes of Our time 7:13
2. The Fire Still Burns 7:53
3. Reasons to Live 6:26
4. Heartbreak Armageddon 7:43
5. The Last Journey Home 8:16
6. A Flame for Freedom 5:20
7. Inside the Winter Storm 8:12
8. The Warrior Inside 7:15
9. Strike of the Ninja(Különleges kiadás bónusza) 3:18
10. Scars of Yesterday(Különleges kiadás bónusza) 7:49
11. E.P.M.*(Különleges kiadás bónusza) 7:24

- *Pletykák szerint az E.P.M. az "Extreme Power Metal" rövidítése
- Az album különleges kiadásán van egy 30 másodperces szünet a "The Warrior Inside" és a "Strike of the Ninja" számok között

## Közreműködők
DragonForce
- ZP Theart – ének
- Herman Li – gitár, háttérvokál, készítés, keverés, tervezés
- Sam Totman – gitár, háttérvokál, készítés, keverés
- Vadim Pruzhanov – billentyűsök, zongora, theremin, Kaoss Pad, háttérvokál
- Dave Mackintosh – dob, háttérvokál
- Frédéric Leclercq – basszusgitár, háttérvokál, további gitár

Vendégzenészek
- Clive Nolan – háttérvokál, további billentyűsök

## Kritikák
A "Heroes of Our Time"-ot Grammy díjra jelölték a Best Metal Performance kategóriában, amit végül a Metallica nyert. Az albumot többnyire jól fogadták.

## Külső hivatkozások
- Hivatalos oldal
- Hivatalos MySpace oldal